# Ischnochiton perornatus
Ischnochiton perornatus är en blötdjursart som beskrevs av Carpenter in Pilsbry 1892. Ischnochiton perornatus ingår i släktet Ischnochiton och familjen Ischnochitonidae. Inga underarter finns listade i Catalogue of Life.